# Theodoros Katsanevas
Theodoros Katsanevas (grekiska: Θεόδωρος Κατσανέβας), född 13 mars 1947, död 8 maj 2021, var en grekisk politiker som i maj 2013 grundade ett parti, Δημοκρατική Κίνηση Πέντε Αστέρων, som driver en kampanj för att Grekland skall lämna Euro-samarbetet och återgå till drachman.